# Hönebach
Hönebach ist einer von insgesamt fünf Ortsteilen der Gemeinde Wildeck im Landkreis Hersfeld-Rotenburg im Nordosten von Hessen.

## Geographische Lage
Hönebach liegt direkt westlich der Landesgrenze zu Thüringen zwischen Richelsdorfer Gebirge im Norden und Seulingswald im Süden. Durch den Ort fließt der Hönebach, ein westlicher Zufluss der Suhl.
Zu erreichen ist Hönebach über die Bahnstrecke Halle–Bebra, an der der Ort einen Haltepunkt hat und die Bundesautobahn 4, Anschlussstelle Hönebach.

## Geschichte
Woher der Name Hönebach kommt, ist unklar. Der Rotenburger Pfarrer Lucae schrieb in seinem Buch mit dem Titel Das edle Kleinod an der hessischen Krone etwa um 1700: „Der Name Hainebach (so hieß das Dorf früher) schmeckt nach Altertum. Außer Zweifel stande zeitwährenden Heidentums an dieser Ecke des großen Säulinger Waldes ein benannter Hain und Götze bei der Bach, davon dem Dorf die Benamung Hainebach geblieben.“
Mit großer Wahrscheinlichkeit bestand das Dorf bereits im 13., vielleicht auch schon im 12. Jahrhundert, wie Untersuchungen an der Hönebacher Kirche erwiesen haben. Aber erst 1315 tritt Hönebach aus dem Dunkel der Geschichte. In einem Kopialbuch des Staatsarchivs Marburg (R59, Seite 202) wird Hönebach das erste Mal namentlich erwähnt. Diese Kopie, die vermutlich aus dem 15. Jahrhundert stammt, beruht auf einer Originalurkunde von 1315. Will man diese Kopie als verlässlich ansehen, so kann man das Bestehen Hönebachs zumindest bis zu dem Jahr 1315 zurückdatieren. Als Besitzer sind zunächst die Herren von Uffhausen genannt, welche im Jahr 1363 zugunsten des Abts von Fulda auf Hönebach verzichteten. 1364 belehnte dieser die Trott mit dem Dorf, welches damals zum Verwaltungsbezirk von Schloss und Burg Wildeck gehörte. Im Jahr 1412 kam das fuldische Amt Wildeck mit Hönebach und Obersuhl an die Landgrafschaft Hessen. Ab 1579 wurde das Gericht Obersuhl zum Amt Rotenburg gerechnet, mit dem es von 1627 bis 1835 zu Hessen-Rotenburg (Rotenburger Quart) gehörte.
Im Zuge der Gebietsreform in Hessen entstand am 31. Dezember 1971 die neue Gemeinde Wildeck durch den Zusammenschluss der bisher selbständigen Gemeinden Bosserode, Hönebach, Obersuhl, Raßdorf und Richelsdorf. Für alle ehemals eigenständigen Gemeinden wurde je ein Ortsbezirk mit Ortsbeirat und Ortsvorsteher nach der Hessischen Gemeindeordnung gebildet. Sie bestehen aus den Gebieten der ehemaligen Gemeinden.

## Politik
Der Ortsbeirat besteht aus sieben Mitgliedern. Nach den Kommunalwahlen in Hessen 2021 gehören ihm zwei Mitgliedern der SPD, zwei Mitglieder der CDU, zwei Mitglieder der FWG und ein Mitglied dem Bündnis 90/Die Grünen an. Ortsvorsteher ist Siegfried Linß (FWG).

## Sehenswürdigkeiten

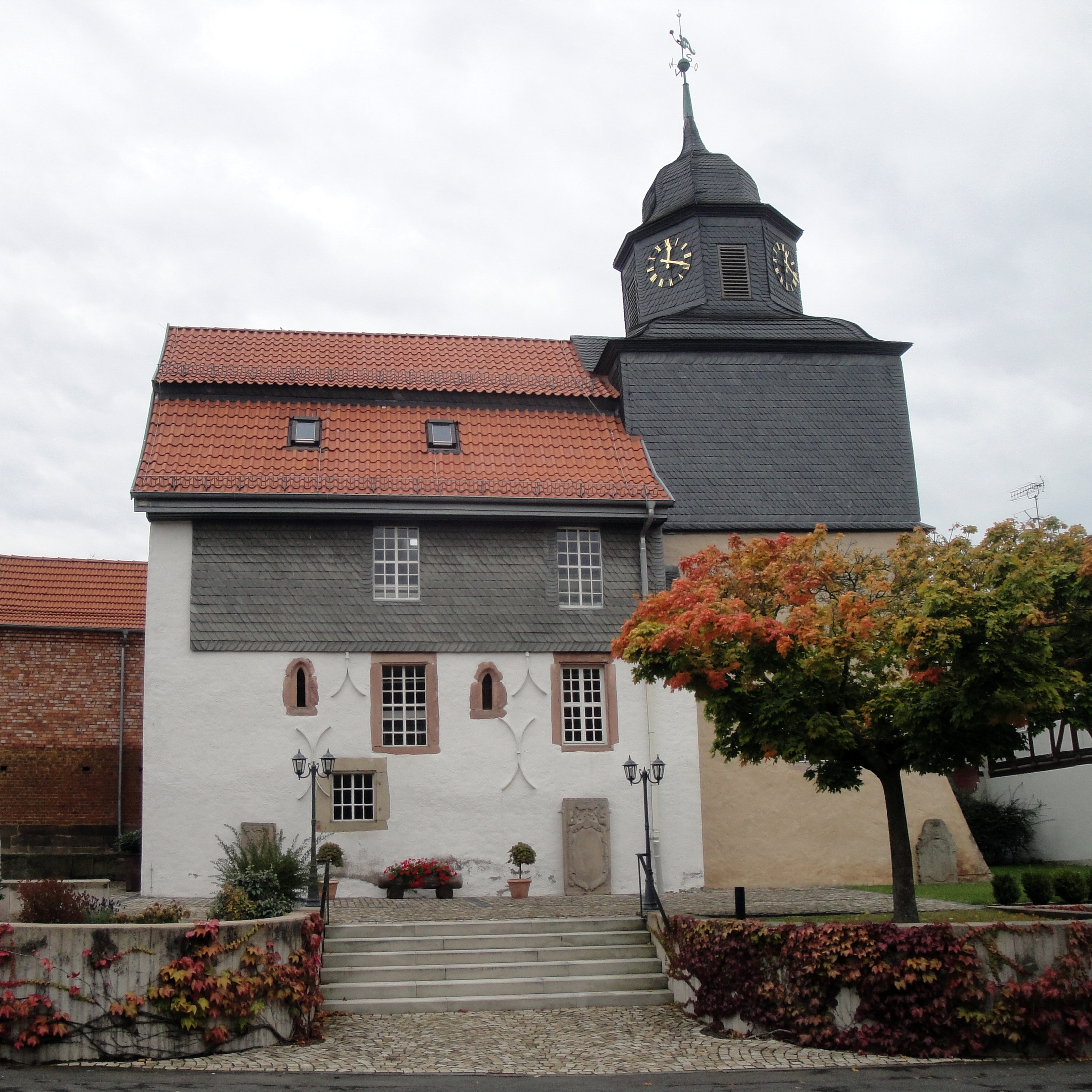
Evangelische Kirche in Hönebach

In Hönebach steht eine im 13. Jahrhundert erbaute evangelische Kirche. Nahe dem Ort befindet sich der 983 m lange Hönebach-Tunnel der Thüringer Bahn, der als Kulturdenkmal nach dem Hessischen Denkmalschutzgesetz ausgewiesen ist.
Weitere nahegelegene Sehenswürdigkeiten sind das Mahnmal Bodesruh, der Monte Kali bei Heringen, das Wildecker Tal mit der Ruine des Jagdschlosses Blumenstein, der Schlosspark des abgegangenen Sommerschlosses Blumenstein mit Obelisk und Inselsteich, sowie die Wüstung Hammundeseiche mit dem Nadelöhr, der 1000 Jahre alten Hammundeseiche und den Grundmauern einer Kirche.
Für die unter Denkmalschutz stehenden Kulturdenkmale des Ortes siehe die Liste der Kulturdenkmäler in Hönebach.

## Verkehr

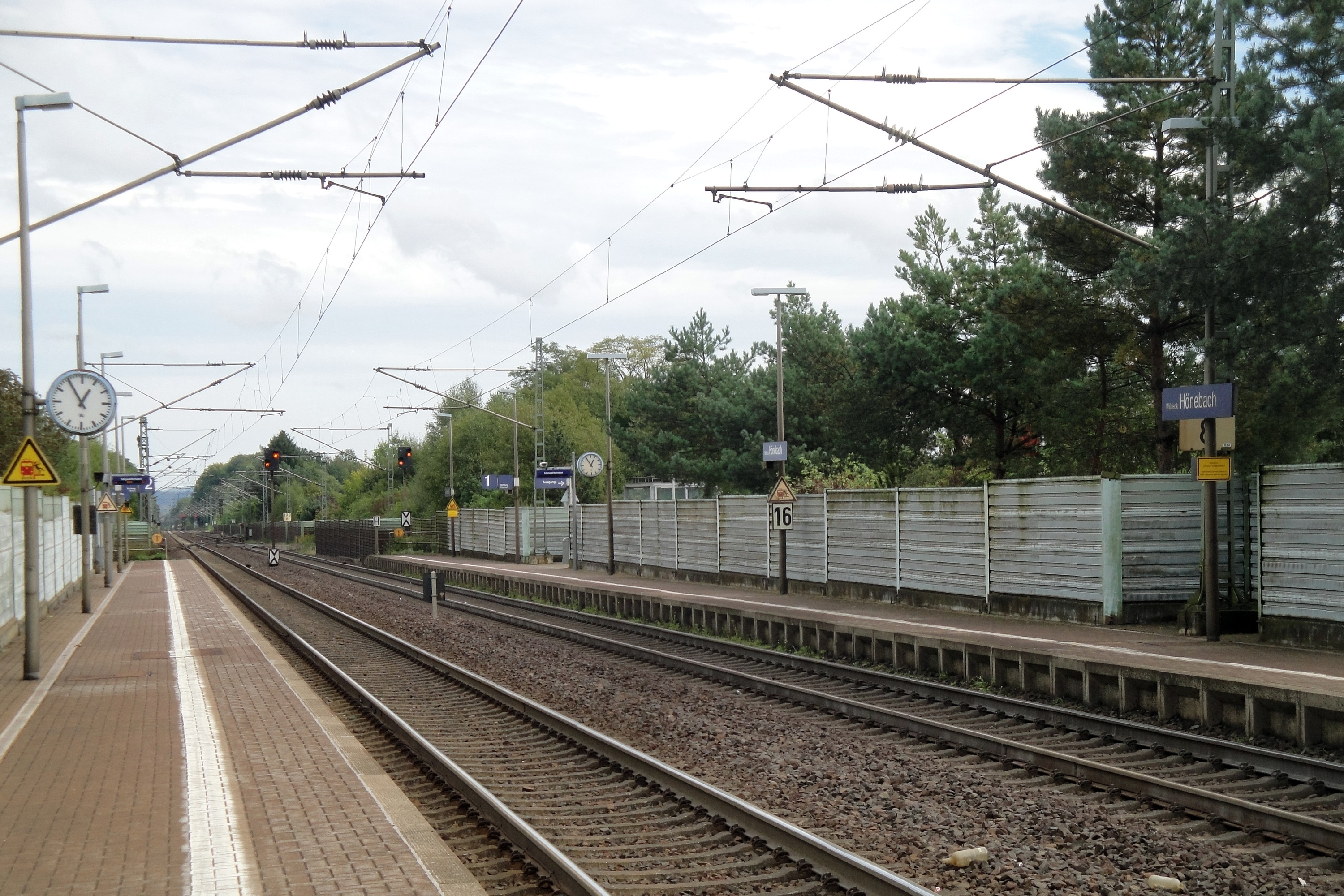
Haltepunkt Wildeck-Hönebach

Der Bahnhaltepunkt Wildeck-Hönebach wird von der NVV-Linie RB6 der cantus Verkehrsgesellschaft bedient.
| Linie | Verlauf | Takt                                     |
| ----- | --- | ---------------------------------------- |
| RB6   | Eisenach Hbf – Eisenach West – Eisenach Opelwerk – Hörschel – Herleshausen – Gerstungen – Wildeck-Obersuhl – Wildeck-Bosserode – Wildeck-Hönebach – Ronshausen – Bebra Stand: Fahrplanwechsel Dezember 2024 | 60 min (wochentags) 120 min (Wochenende) |

## Persönlichkeiten
- Die Wildecker Herzbuben, Volksmusikduo
- Margrit Klinger (* 1960), Leichtathletin
- Erich Heckel (1883–1970), Maler und Grafiker des Expressionismus, lebte zeitweise zu Studienaufenthalten in Hönebach